# Zofia Nowacka-Wilczek
Zofia Nowacka-Wilczek (ur. 25 kwietnia 1947 w Krasnymstawie, zm. 19 stycznia 2017) – polska poetka, krytyczka literacka.

## Życiorys
Zofia Nowacka-Wilczek urodziła się w Krasnymstawie, gdzie ukończyła Liceum im. Władysława Jagiełły. Następnie ukończyła filologię angielską na Uniwersytecie Marii Curie-Skłodowskiej w Lublinie. Po studiach, w latach 1972–2004, była nauczycielką języka angielskiego w I Liceum Ogólnokształcącym im. St. Staszica w Lublinie.

## Twórczość
Jako poetka zadebiutowała w 1981 roku w magazynie literackim „Kamena”. Opublikowała 14 książek poetyckich, w tym 7 zbiorów wierszy. Jej debiutancki tom, Pół wierszem, pół serio (1994), zdobył główną nagrodę w Konkursie im. J. Czechowicza na debiutancki tom poezji. Inne ważne publikacje to m.in. Obłaskawianie niepokoju (1995), Widok z lotu słowa / Word’s Eye View (1997) w wersji polsko-angielskiej, Oścież (1999), Myśli niepokorne / Unhumbly (2005) w wersji polsko-angielskiej, Po obu stronach lustra (2006) zdobywający I nagrodę w konkursie zorganizowanym przez Wydawnictwo Heliodor i kwartalnik „Quo vadis”, Śladem niedomilczeń (2010), który zdobył I nagrodę na konkursie im. Wacława Iwaniuka, i Czasobranie (2014).
Zofia Nowacka-Wilczek to również autorka trzech zbiorów fraszek i aforyzmów: Dla mnie to fraszka (1997), Fraszkowisko (2001), A fe!ryzmy (2004), dwóch tomów limeryków Limeryki (2014) i Limeryk z Lublina (2017) oraz książeczki dla dzieci Magiczna hulajnoga (2003). Ponadto, współtworzyła około 140 antologii i almanachów poezji, zdobywając główne nagrody w ponad stu konkursach literackich w Polsce, USA, Anglii i Australii.
Oprócz publikacji książkowych miała na swoim koncie liczne prezentacje prasowe w Polsce i za granicą. Jej wiersze były wielokrotnie drukowane m.in. w „Akcencie”, „Akancie”, „Poezji dzisiaj”, „Egerii”, rumuńskim czasopiśmie literackim „Poesie”, „Kamenie”, „Kierunkach”, „Świerszczyku”, „Misiu” i periodykach polonijnych wydawanych w USA, a także w dwu opublikowanych w Rumunii dwujęzycznych antologiach wierszy. Utwory jej tłumaczone były na język angielski, rumuński i duński.
Poza twórczością literacką zajmowała się także krytyką literacką, recenzując tomiki poetyckie, pisała wstępy i omówienia do książek współczesnych autorów. Aktywnie uczestniczyła jako juror w wielu konkursach poetyckich lokalnych i ogólnopolskich. Od 2001 roku była członkiem Związku Literatów Polskich, PAPA (Polish American Poets Academy) oraz Partii Dobrego Humoru.